# اویشو
اویشو (انگلیسی: Oysho) شرکت کالای لوکس اسپانیایی است، که در زمینه تولید و توزیع لوازم مد، انواع پوشاک و لباس زیر فعالیت می‌نماید.
شرکت یوترک در سال ۱۹۷۷ تأسیس شد و هم‌اکنون مالک شبکه‌ای از ۶۵۰ شعبه بوتیک در ۴۴ کشور می‌باشد و از برندهای متعلق به گروه ایندیتکس بشمار می‌آید. دفتر مرکزی این شرکت در شهر تردرا، بارسلون قرار دارد.